# Museo de Sitio de Wari Willka
El Museo de Sitio de Wari Willka es un museo peruano de arqueología, situado en el distrito de Huancán, en la provincia de Huancayo en el departamento de Junín. El museo presenta la secuencia ocupacional del Valle del Mantaro, destacando los bienes culturales de las culturas Wanka y Wari.

## Historia
El Museo de Sitio de Wari Willka fue creado mediante Ley N° 15563 el 14 de mayo de 1965, se estableció sobre un inmueble cedido por la comunidad campesina de Huari al Instituto Nacional de Cultura. Durante el periodo 1990 al 2001 el Ejército Peruano clausuró el museo debido a una serie de acciones terroristas en esta parte del país.
Fue reaperturado el 21 de junio de 2001, luego del acondicionamiento del inmueble y la implementación del guion museográfico.

## Colección
El museo alberga una muestra del desarrollo histórico del Valle del Mantaro, con énfasis en el horizonte medio, durante el cual la cultura Wari tuvo gran influencia en la zona destacando así los bienes culturales de las culturas Wankas y Wari, principalmente cerámicas, artefactos líticos, morteros, collares, entre otros. Además se presentan restos humanos de una mujer a quien se le denomina la Dama de Wariwillka, que se estima tuvo una edad entre 20 a 25 años y que habría sido sacrificada.
El museo cuenta con cuatro salas de exposición permanente donde se presenta el proceso de desarrollo de la cultura Wanka. Asimismo cuenta con una sala temporal donde se realizan exposiciones sobre el Patrimonio Cultural Inmaterial del departamento de Junín.

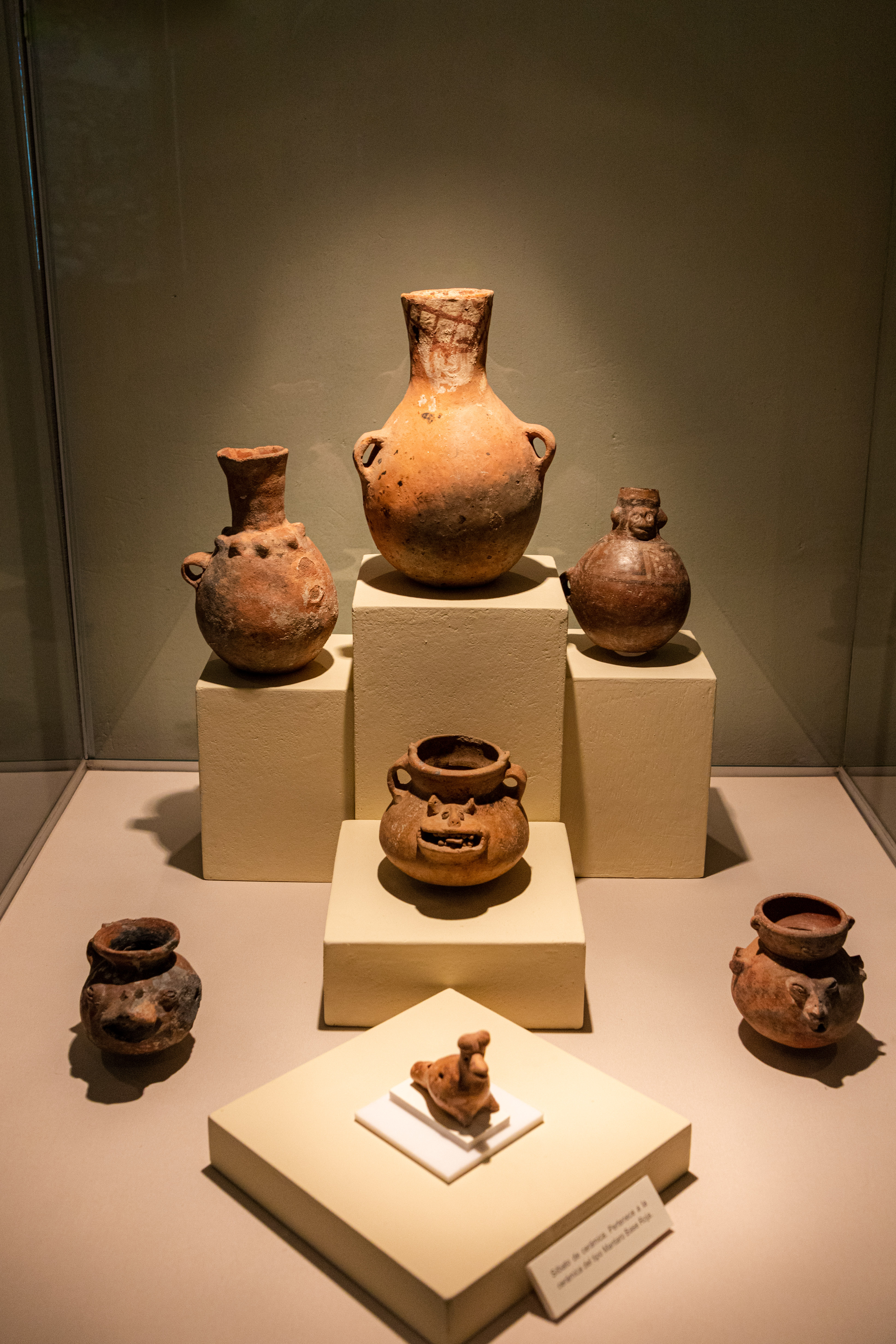
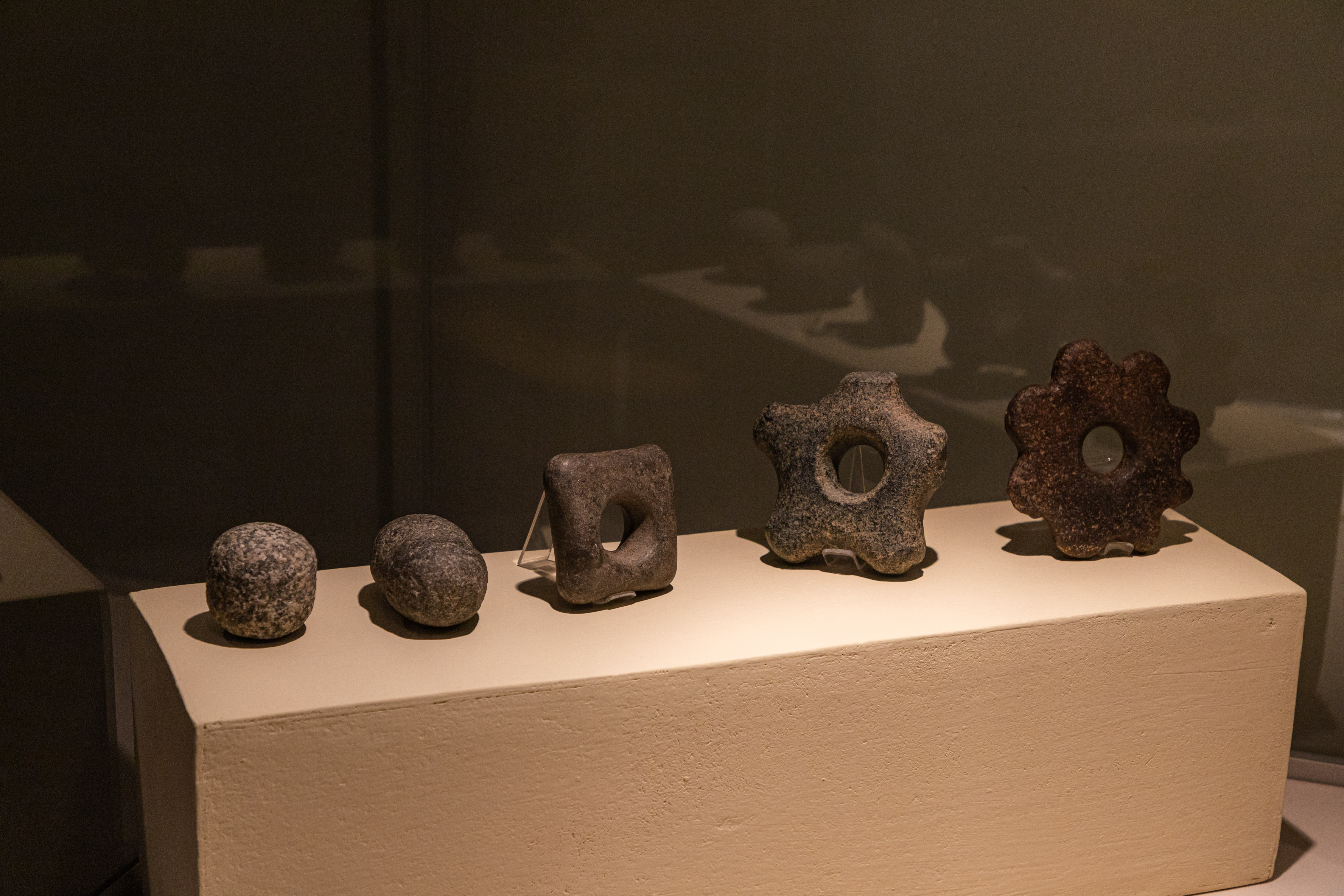
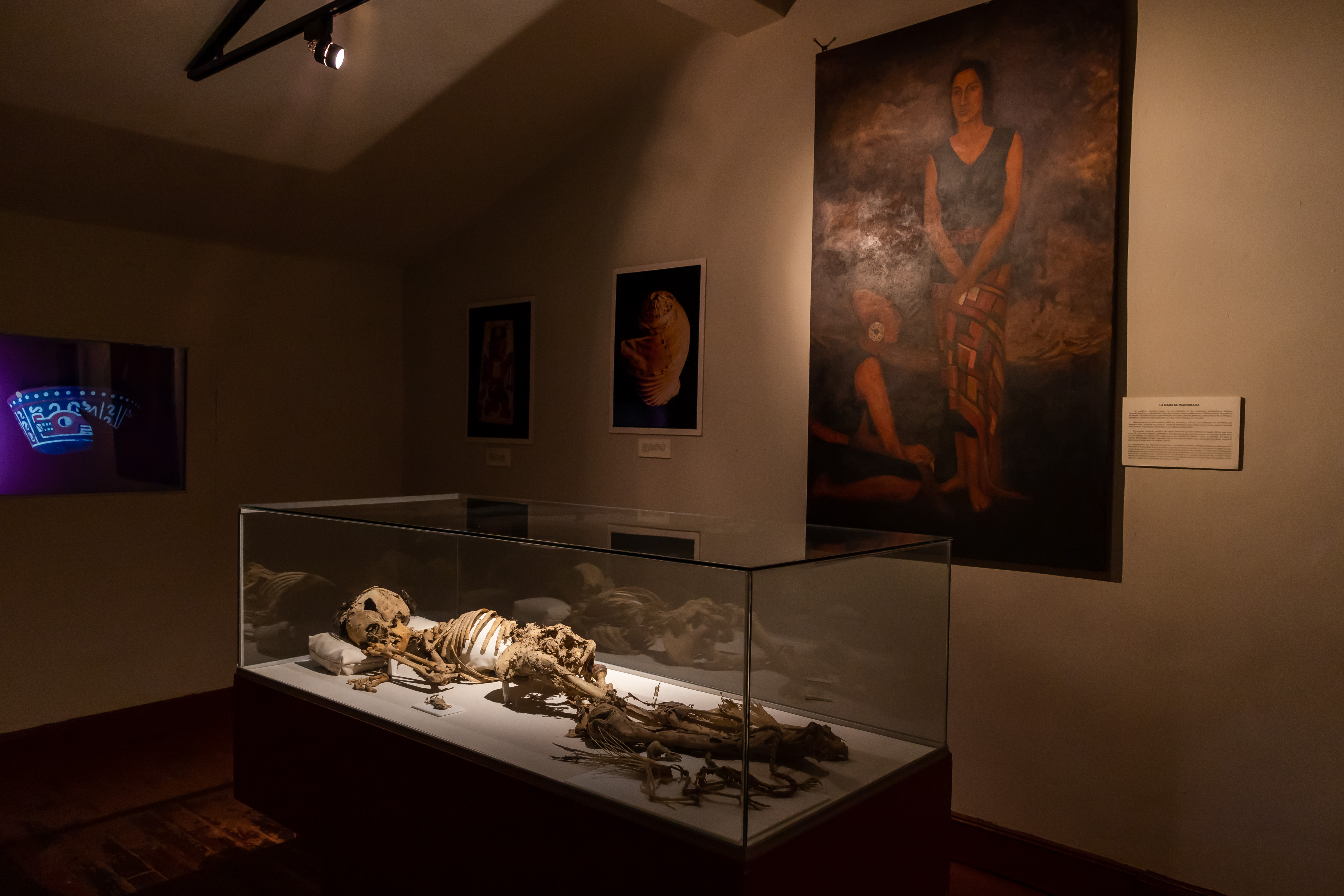
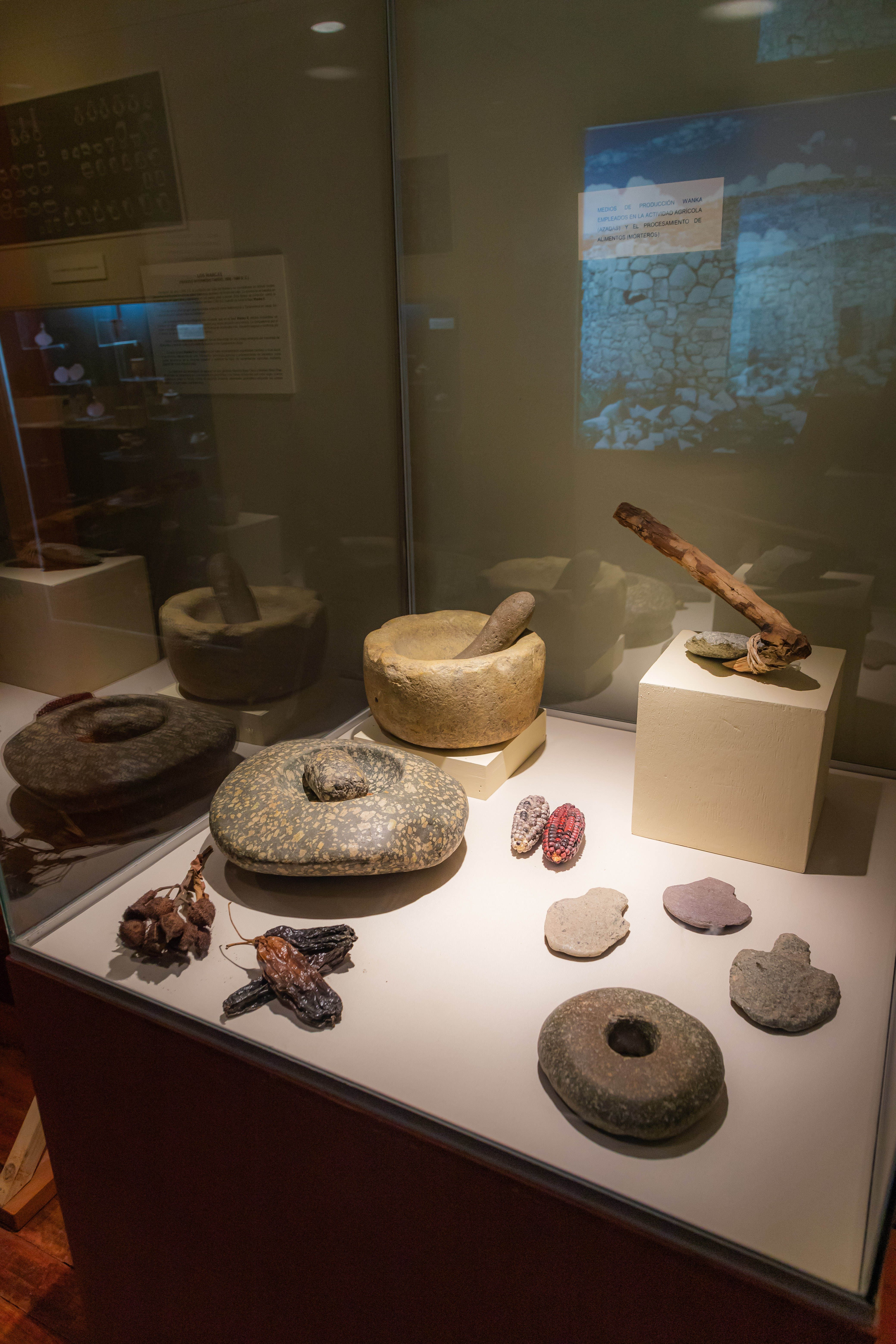